# Chanpanhalli, Yelbarga
Chanpanhalli là một làng thuộc tehsil Yelbarga, huyện Koppal, bang Karnataka, Ấn Độ.